# Шкільний бібліотекар (журнал)
«Шкільний бібліотекар» — щомісячний науково-методичний журнал, адресований бібліотекарям навчальних закладів системи загальної середньої освіти. 

## Історія та опис
Засновник — видавнича група «Основа». Виходив українською мовою у паперовому та електронному форматах з січня 2011 до 2020 року. Приймали також матеріали російською мовою.
Обсяг: 2011 рік — 32 сторінки, 2012 рік (з другого півріччя) — 40 сторінок, 2016 рік — 48 сторінок.
Входив до комплекту науково-методичних журналів «Основи», призначених для середньої школи. Розповсюджується за передплатою. Тираж невідомий. Склад редколегії: В. Григораш, О. Куликова, Л. Глазунова.
Мав практичне спрямування, висвітлював:
- актуальні питання функціонування бібліотек навчальних закладів середньої освіти;
- теоретичні та методичні аспекти їх діяльності;
- інноваційні ідеї та варіанти рішень проблем сучасної шкільної бібліотеки;
- досвід і поради колег тощо.

Основні рубрики: «Практичний досвід», «Українські традиції», «Масові заходи в бібліотеці», «Бібліотечний урок», «Усний журнал», «Презентація книги», «Інтегрований урок». Короткі вставки: «Зарубіжний досвід», «Ідея», «До речі», «Факти» тощо. Містив повнокольорову вкладку з наочно-дидактичними матеріалами. Мультимедійні додатки (презентації) до публікацій були доступні для завантаження на сайті видавництва. Щороку в 12-му випуску публікували «Перелік статей, опублікованих … року».
Редколегія часопису організовувала конкурси серед авторів і передплатників за номінаціями: «Найкраща стаття рубрики» (2015—2018), «Кращий бібліотечний проект» (2016—2017), «Подорожуємо літературною Україною» (2016), «Креатив у шкільній бібліотеці» (2017), «Віртуальна літературна виставка» (2017—2018) та інші.